# Земя Олаф V
Земята Олаф V е най-големият ледник на остров Шпицберген, архипелага Свалбард на Норвегия.
Той покрива приблизително 4150 км2. Единствената по-голяма ледена шапка на територията на архипелага е Аустфона на о. Североизточна земя с площ 8492 км2.